# Trophée mondial de course en montagne 2002
Navigation
2001 2003
Le Trophée mondial de course en montagne 2002 est une compétition de course en montagne qui s'est déroulée le 15 septembre 2002 à Innsbruck dans le Tyrol en Autriche. Il s'agit de la dix-huitième édition de l'épreuve.

## Résultats
Le parcours de la course féminine junior mesure 4,0 km pour 334 m de dénivelé. La tenante du titre Lea Vetsch perd sa couronne pour dix secondes, au profit de la Russe de 14 ans, Victoria Ivanova. L'Allemande Lisa Reisinger complète le podium,.
L'épreuve des juniors masculins a lieu sur un parcours de 9,2 km et 1 044 m de dénivelé. L'Italien Stefano Scaini défend avec succès son titre en dominant la course. Il devance le Tchèque Jan Kreisinger et le Polonais Grzegorz Dorszyński.
La course féminine senior se déroule sur le même parcours que celui des juniors masculins. Quatrième l'année passée, la double championne d'Europe de course en montagne Svetlana Demidenko impose son rythme dès le début de la course et survole les débats, s'imposant avec plus de deux minutes d'avance pour décrocher le titre. La fondeuse Antonella Confortola se révèle sur la scène internationale de course en montagne en battant la Polonaise Izabela Zatorska pour la deuxième marche du podium. L'Italie s'impose au classement par équipes devant la Nouvelle-Zélande et la France,,.
La course masculine senior a lieu sur un parcours de 11,7 km et 1 331 m de dénivelé. Sous une météo peu clémente, le Néo-Zélandais Jonathan Wyatt fait étalage de son talent et s'impose sans concurrence, avec plus de trois minutes d'avance sur ses poursuivants pour décrocher son troisième titre. Le champion junior 1998 Raymond Fontaine confirme en réalisant une excellente course pour remporter la médaille d'argent. Il devance le surprenant Mexicain Ranulfo Sánchez qui offre la première médaille de course en montagne à son pays, en battant de justesse l'Anglais Martin Cox. L'Italie remporte encore une fois le classement par équipes. La Slovaquie et la France complètent le podium,,.

### Seniors

#### Courses individuelles
| Rang               | Athlète          | Pays             | Temps          |
| ------------------ | ---------------- | ---------------- | -------------- |
| Médaille d'or      | Jonathan Wyatt   | Nouvelle-Zélande | 56 min 31 s    |
| Médaille d'argent  | Raymond Fontaine | France           | 1 h 0 min 5 s  |
| Médaille de bronze | Ranulfo Sánchez  | Mexique          | 1 h 0 min 12 s |
| 4                  | Martin Cox       | Angleterre       | 1 h 0 min 14 s |
| 5                  | Marco Gaiardo    | Italie           | 1 h 0 min 18 s |
| 6                  | Miroslav Vanko   | Slovaquie        | 1 h 0 min 34 s |
| 7                  | Marcel Matanin   | Slovaquie        | 1 h 0 min 35 s |
| 8                  | Antonio Molinari | Italie           | 1 h 0 min 55 s |

| Rang               | Athlète                | Pays             | Temps       |
| ------------------ | ---------------------- | ---------------- | ----------- |
| Médaille d'or      | Svetlana Demidenko     | Russie           | 52 min 16 s |
| Médaille d'argent  | Antonella Confortola   | Italie           | 54 min 15 s |
| Médaille de bronze | Izabela Zatorska       | Pologne          | 54 min 44 s |
| 4                  | Moana Burt             | Nouvelle-Zélande | 55 min 12 s |
| 5                  | Isabelle Guillot       | France           | 55 min 43 s |
| 6                  | Shireen Crumpton       | Nouvelle-Zélande | 56 min 9 s  |
| 7                  | Pierangela Baronchelli | Italie           | 56 min 13 s |
| 8                  | Angela Mudge           | Écosse           | 56 min 35 s |

#### Courses par équipes
| Rang               | Pays | Points |
| ------------------ | --- | ------ |
| Médaille d'or      | Italie Marco Gaiardo (5e) Antonio Molinari (8e) Marco De Gasperi (9e) Emanuele Manzi (15e) Davide Milesi (36e) Alessio Rinaldi (43e)               | 37     |
| Médaille d'argent  | Slovaquie Miroslav Vanko (6e) Marcel Matanin (7e) Róbert Štefko (13e) Ivan Bátory (29e) Martin Bajčičák (35e)                                      | 55     |
| Médaille de bronze | France Raymond Fontaine (2e) Sylvain Richard (10e) Jean-Christophe Dupont (24e) Édouard Burrier (25e) Guillaume Fontaine (33e) Gilles Segris (73e) | 61     |

| Rang               | Pays | Points |
| ------------------ | --- | ------ |
| Médaille d'or      | Italie Antonella Confortola (2e) Pierangela Baronchelli (7e) Rosita Rota Gelpi (13e) Vittoria Salvini (16e) | 22     |
| Médaille d'argent  | Nouvelle-Zélande Moana Burt (4e) Shireen Crumpton (6e) Melissa Moon (22e) Carline MacDonald (27e)           | 32     |
| Médaille de bronze | France Isabelle Guillot (5e) Corinne Raux (15e) Nathalie Chabran (17e) Anne Docouto (25e)                   | 37     |

### Juniors

#### Courses individuelles
| Rang               | Athlète             | Pays               | Temps       |
| ------------------ | ------------------- | ------------------ | ----------- |
| Médaille d'or      | Stefano Scaini      | Italie             | 50 min 45 s |
| Médaille d'argent  | Jan Kreisinger      | République tchèque | 51 min 18 s |
| Médaille de bronze | Grzegorz Dorszyński | Pologne            | 51 min 32 s |

| Rang               | Athlète          | Pays      | Temps       |
| ------------------ | ---------------- | --------- | ----------- |
| Médaille d'or      | Victoria Ivanova | Russie    | 21 min 0 s  |
| Médaille d'argent  | Lea Vetsch       | Suisse    | 21 min 10 s |
| Médaille de bronze | Lisa Reisinger   | Allemagne | 21 min 18 s |

#### Courses par équipes
| Rang               | Pays                                                                                      | Points |
| ------------------ | ----------------------------------------------------------------------------------------- | ------ |
| Médaille d'or      | Italie Stefano Scaini (1er) Antonio Toninelli (4e) Luca Orlandi (8e) Marco Rinaldi (24e)  | 13     |
| Médaille d'argent  | Slovénie Mitja Kosovelj (7e) Peter Kastelic (10e) Peter Lamovec (11e) Marko Tratnik (39e) | 28     |
| Médaille de bronze | Allemagne Michael Galler (6e) Matthias Jahn (14e) Heiko Baier (16e) Thomas Dold (21e)     | 36     |

| Rang               | Pays                                                                        | Points |
| ------------------ | --------------------------------------------------------------------------- | ------ |
| Médaille d'or      | Turquie Türkan Erişmiş (5e) Yeter Karakoç (6e) Saire Doğru (27e)            | 11     |
| Médaille d'argent  | Allemagne Lisa Reisinger (3e) Juliane Döll (9e) Christin Spindler (12e)     | 12     |
| Médaille de bronze | Autriche Maria Sandbichler (4e) Friederike Heinzle (13e) Carina Wasle (20e) | 17     |